# Garcinia ophiticola
Garcinia ophiticola är en tvåhjärtbladig växtart som först beskrevs av A. Borhidi, och fick sitt nu gällande namn av A. Borhidi. Garcinia ophiticola ingår i släktet Garcinia och familjen Clusiaceae. Inga underarter finns listade i Catalogue of Life.